# Challenger de Tenerife 2021
El torneo Tenerife Challenger 2021 fue un torneo de tenis perteneció al ATP Challenger Tour 2021 en la categoría Challenger 80. Se trató de la 1.ª edición, el torneo tuvo lugar en la ciudad de Tenerife (España), desde el 1 hasta el 7 de noviembre de 2021 sobre pista dura bajo techo.

## Jugadores participantes del cuadro de individuales
| Favorito | País                        | Jugador           | Rank1 | Posición en el torneo |
| -------- | --------------------------- | ----------------- | ----- | --------------------- |
| 1        | Bandera de los Países Bajos | Tallon Griekspoor | 89    | CAMPEÓN               |
| 2        | Bandera de España           | Feliciano López   | 109   | FINAL                 |
| 3        | Bandera de España           | Fernando Verdasco | 144   | Semifinales           |
| 4        | Bandera de Francia          | Quentin Halys     | 148   | Segunda ronda         |
| 5        | Bandera de Ecuador          | Emilio Gómez      | 149   | Primera ronda         |
| 6        | Bandera de Turquía          | Altuğ Çelikbilek  | 164   | Cuartos de final      |
| 7        | Bandera de Suecia           | Elias Ymer        | 168   | Segunda ronda         |
| 8        | Bandera de Portugal         | João Sousa        | 173   | Cuartos de final      |

- 1 Se ha tomado en cuenta el ranking del 25 de octubre de 2021.

### Otros participantes
Los siguientes jugadores recibieron una invitación (wild card), por lo tanto ingresan directamente al cuadro principal (WC):
- Feliciano López
- Daniel Rincón
- Fernando Verdasco

Los siguientes jugadores ingresan al cuadro principal tras disputar el cuadro clasificatorio (Q):
- Yan Bondarevskiy
- David Ionel
- Vladyslav Orlov
- Aleksandr Shevchenko

## Campeones

### Individual Masculino
- Tallon Griekspoor derrotó en la final a  Feliciano López, 6–4, 6–4

### Dobles Masculino
- Nuno Borges /  Francisco Cabral derrotaron en la final a  Jeevan Nedunchezhiyan /  Purav Raja, 6–3, 6–4